# 胶州湾
36°08′N 120°14′E / 36.133°N 120.233°E

胶州湾及青岛市区卫星影像，2018年

胶州湾古称胶澳，是位于中国黄海中部、胶东半岛南岸、山东省青岛市境内的半封闭海湾，近似喇叭形。因古时属胶州所辖，故而得名。

## 地理
2006年水域面积为353.92平方千米，总岸线长度为220.02千米，东西宽25千米，南北长32千米，湾口最窄处（淮子口）约3千米，平均水深7米，最大水深64米，0-5米的浅水区占52.7%，而水深大于20米的占总面积的5.4%。
胶州湾北部为即墨盆地，西北部为胶莱平原。山脉主要有东部的崂山，南部和西南部的小珠山。
注入胶州湾的河流主要有大沽河、李村河、海泊河、白沙河、洋河、楼山河、墨水河、昌乐路河、杭州路河等，但曾经相当部分是作为周边城镇工农业生产和居民生活的排污渠道而存在。胶州湾通过胶莱河与莱州湾相通。胶州湾通过东南部的团岛头和薛家岛头连线为界与黄海相通。

## 交通
胶州湾是中国北方难得的不冻深水良港，建有青岛港。北部及东部有胶济铁路和胶济客运专线铁路，西部有其支线胶黄铁路。横跨胶州湾建有世界最长的跨海大桥——青岛胶州湾大桥于2011年6月30日建成通车，环湾建有高速公路，湾口建有青岛胶州湾隧道。东北部有青岛流亭国际机场。

## 政区沿革
胶州湾古时属胶州所辖，1898年清朝政府将胶州湾东南岸面积552平方千米的土地（今青岛市主城区）劃給德意志帝国作为租借地，成立膠州保護領，1914年因一戰爆發而被日軍攻佔，在1922年中日簽署《解決山東懸案條約》，交回予中國。目前胶州湾全境由青岛市管辖，沿岸政区按逆时针方向依次为市南区、市北区、李沧区、城阳区、胶州市、黄岛区。

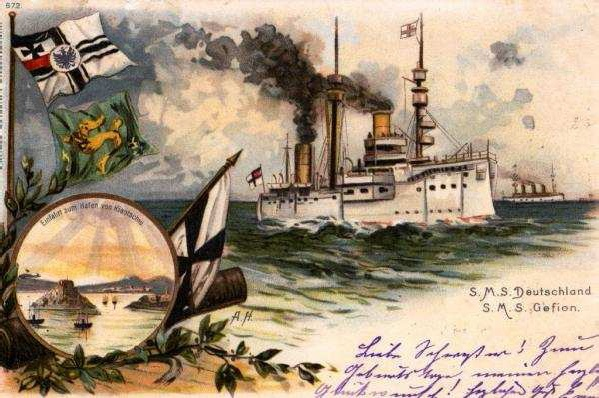
1899年的一张明信片，描绘了当年正在驶入胶州湾的两艘德国战舰

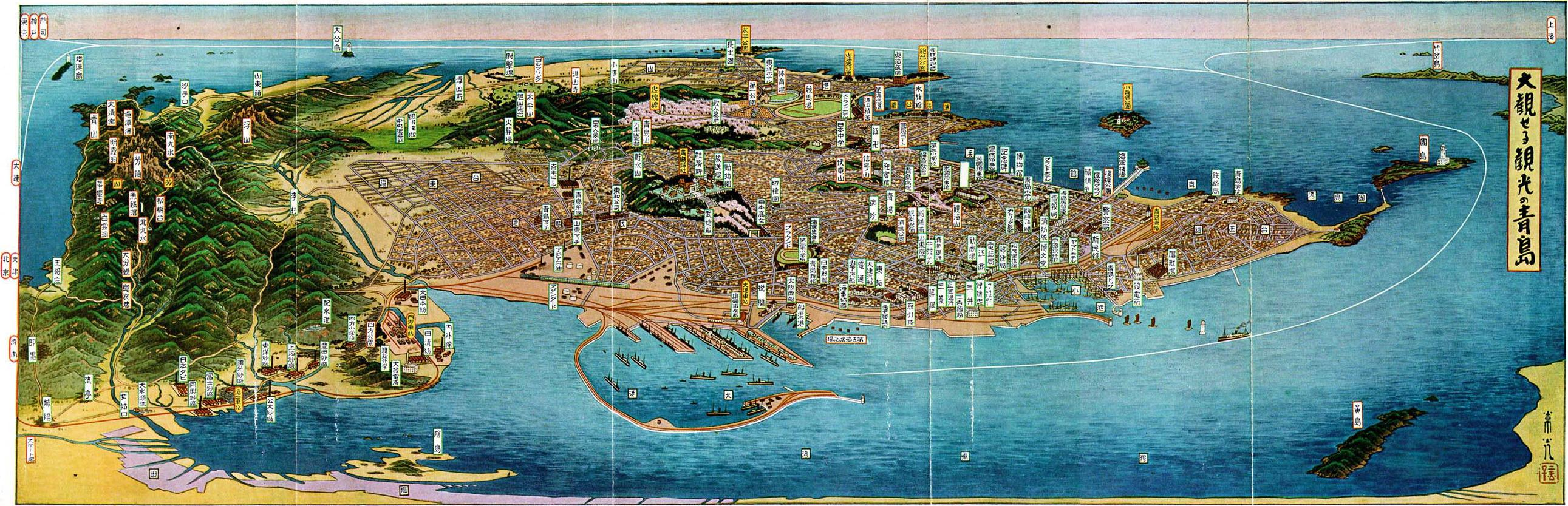
日佔时期青岛风光概览图

## 环境破坏与保护
胶州湾是山东半岛面积最大的河口海湾型湿地，湿地总面积约37平方千米，是亚太地区水鸟迁徙的重要停歇地和越冬地。目前有鸟类12目26科156种，其中包括许多全球濒危和国家级重点保护种类。
由于多年沿岸填海造地，胶州湾水域面积逐渐减小，1928年为560平方千米，1958年为535平方千米，1971年为452平方千米，1977年为423平方千米，1986年为403平方千米，1988年为390平方千米，2001年367平方千米，2003年362平方千米，2006年为353.92平方千米。
随着胶州湾沿岸工业化程度的加速，排污量大增，胶州湾的污染也日趋加剧，2000年7月底曾爆发面积约10平方千米的赤潮。2002年检查发现，除大沽河入海口很小面积范围内优于二类海水水质标准，邻近其他海域皆不超二类海水水质标准。
填海造地使胶州湾面积缩小，造成的直接结果是纳潮量减小，这大大降低了海湾的调节功能，加重了污染。湿地减少与污染使生态环境遭受严重破坏，20世纪60年代胶州湾河口附近潮间带生物种类多达54种，70年代减到33种，80年代只剩下17种。
2000年代，中共青岛市委、青岛市人民政府提出了“环湾保护、拥湾发展”的口号，正将环湾区域的工业企业逐步迁离胶州湾。并立法严格限制填海、防止胶州湾面积急剧缩小。

## 延伸閱讀
- Klaus Mühlhahn著，孫立新譯：《在「模範殖民地」膠州灣的統治與抵抗——1897-1914年中國與德國的相互作用》（濟南：山東大學出版社，2005）。

Template:青島市海灣、海灘和海岬